# Arthur Johnson
Arthur Johnson (nascut el 1879) va ser un jugador i entrenador de futbol irlandès.
Va ser el primer jugador de la història del Reial Madrid en marcar un gol al FC Barcelona, el 13 de maig de 1902, a un partit que l'equip madrileny va perdre per 3-1. El 1910 va esdevenir el primer entrenador del Reial Madrid, càrrec que va mantenir durant deu temporades, sent el segon entrenador que més temps ho ha estat, per darrere de Miguel Muñoz.

## Palmarès

### Com a jugador
- 4 Copes del Rei: 1904/05, 1905/06, 1906/07, 1907/08
- 6 Campionats regionals: 1902/03,1903/04, 1904/05, 1905/06, 1906/07, 1907/08

### Com a entrenador
- 1 Copa del Rei: 1916/17
- 4 Campionats regionals: 1912/13, 1915/16, 1916/17, 1917/18